# Gerard (månekrater)
 For alternative betydninger, se Gerard. (Se også artikler, som begynder med Gerard)
Gerard er et nedslagskrater på Månen. Det befinder sig på Månens forside nær den nordvestlige rand. På grund af dets placering får perspektivisk forkortning Gerardkrateret til at fremtræde særdeles aflangt, når det ses fra Jorden, hvilket forhindrer observation. Det er opkaldt efter den skotske opdagelsesrejsende Alexander Gerard (1792 – 1839).
Navnet blev officielt tildelt af den Internationale Astronomiske Union (IAU) i 1935. 

## Omgivelser
Gerardkrateret ligger langs den vestlige udkant af Oceanus Procellarum, nord-nordvest for von Braunkrateret og nordøst for Bunsenkrateret. 

## Karakteristika
Dette er et nedslidt og eroderet krater, hvis rand næsten er udslettet nogle steder og helt forvredet andre steder. Den nordlige halvdel af randen har udadgående buler mod nordøst, nord og nordvest. Kraterbunden er stedvis meget ujævn, og der ligger adskillige små og meget små kratere i den og langs den østlige rand. Satellitkrateret "Gerard Q", som har fået den østlige del af kraterbunden oversvømmet af mørkt basaltisk lava, er forbundet med den nordvestlig rand.
Nordvest for krateret og "Gerard Q" ligger rillesystemet Rimae Gerard, som strækker sig over en afstand på omkring 100 km.

## Satellitkratere
De kratere, som kaldes satellitter, er små kratere beliggende i eller nær hovedkrateret. Deres dannelse er sædvanligvis sket uafhængigt af dette, men de får samme navn som hovedkrateret med tilføjelse af et stort bogstav. På kort over Månen er det en konvention at identificere dem ved at placere dette bogstav på den side af satellitkraterets midte, som ligger nærmest hovedkrateret. Gerardkrateret har følgende satellitkratere:
| Gerard | Længde  | Bredde  | Diameter |
| ------ | ------- | ------- | -------- |
| A      | 45,1° N | 82,3° V | 17 km    |
| B      | 46,4° N | 88,3° V | 14 km    |
| C      | 45,9° N | 79,2° V | 27 km    |
| D      | 46,2° N | 79,9° V | 5 km     |
| E      | 44,5° N | 81,0° V | 5 km     |
| F      | 43,8° N | 82,3° V | 5 km     |
| G      | 45,7° N | 88,3° V | 22 km    |
| H      | 44,5° N | 87,0° V | 13 km    |
| J      | 46,9° N | 88,7° V | 10 km    |
| K      | 44,0° N | 77,2° V | 7 km     |
| L      | 43,2° N | 76,4° V | 4 km     |
| Q      | 46,6° N | 83,1° V | 7 km     |

## Måneatlas
- Billeder af Gerardkrateret i LPI-måneatlasset
- USGS-kort